# Sančo Ramírez
Sančo Ramírez (baskijski: Antso V.a Ramirez, oko 1042. – 4. lipnja 1094.) bio je kralj Aragona od 1063. do smrti (formalno ne do 1076.) i kralj Navare (kao Sančo V.) od 1076. godine.
Rodio se kao sin aragonskog skrbnika i de facto kralja Ramira I. i Ermesinde od Bigorre. Oca je naslijedio nakon njegove pogibije u bitci kod Grausa. Taj je događaj poslužio kao povod za Barbastroski rat, odnosno kampanju s ciljem da se osvoje muslimanska uporišta koja se ponekad naziva i prvim križarskim ratom u širem smislu riječi. Godine 1067./68. je, međutim, bio upetljan u sukob sa svojim rođacima poznat kao Rat tri Sanča; u njemu je pomogao svom imenjaku, navarskom kralju Sanču IV. protiv kastiljskog kralja Sancha II.
Iako je bio jedan od najmoćnijih vladara Pirenejskog poluotoka, Sančo se, po uzoru na oca, ispočetka ustručavao nazivati kraljem. Međutim, nakon što su Sanča IV. od Navare 1076. ubila njegova braća, a prijestolje naslijedio malodobni sin pod utjecajem Alfonsa VI. od Kastilje, Sančo Ramirez je iskoristio bojazni navarskih plemića od moguće kastiljske dominacije. Uspio ih je nagovoriti da ga izaberu za navarskog kralja, a Alfonsa da prizna tu odluku kada mu je predao zapadni dio navarskog kraljevstva. Otada se počeo nazivati kraljem Aragona, čime je Aragon i formalno postao neovisna država.
Kasniju vladavinu su mu obilježili pohodi na muslimanska područja. Godine 1083. je zauzeo Graus, a 1089. Monzon. Kada je pod opsadu stavio Huescu, pogodila ga je muslimanska strijela sa zidina i od nje je umro.
Dvaput se ženio. S prvom suprugom Isabelom od Urgella imao je sina Petra (Pedra), koji ga je naslijedio. Od Isabele se uspio rastaviti te se oženio za francusku plemkinju Feliciju od Roucyja; s njom je imao tri sina, od kojih su dvojica - Alfons i Ramiro - također postali kraljevi.